# Moschea Qol-Şärif
La moschea Qol-Şärif (in tataro Кол Шәриф мәчете, Qol Şärif mäçete; in russo Мечеть Кул Шариф?, Mečet' Kul Šarif) è la principale moschea del Tatarstan, in Russia. È situata all'interno del Cremlino di Kazan' ed è stata costruita tra il 1996 ed il 2005, in onore dell'antica moschea del Khanato di Kazan' distrutta nell'ottobre 1552, durante l'assedio condotto dallo zar moscovita Ivan il Terribile. Prende il nome da Qol-Şärif, guida politica ed ultimo imam di Kazan' prima dell'annessione della città al Regno russo.

## Storia e descrizione

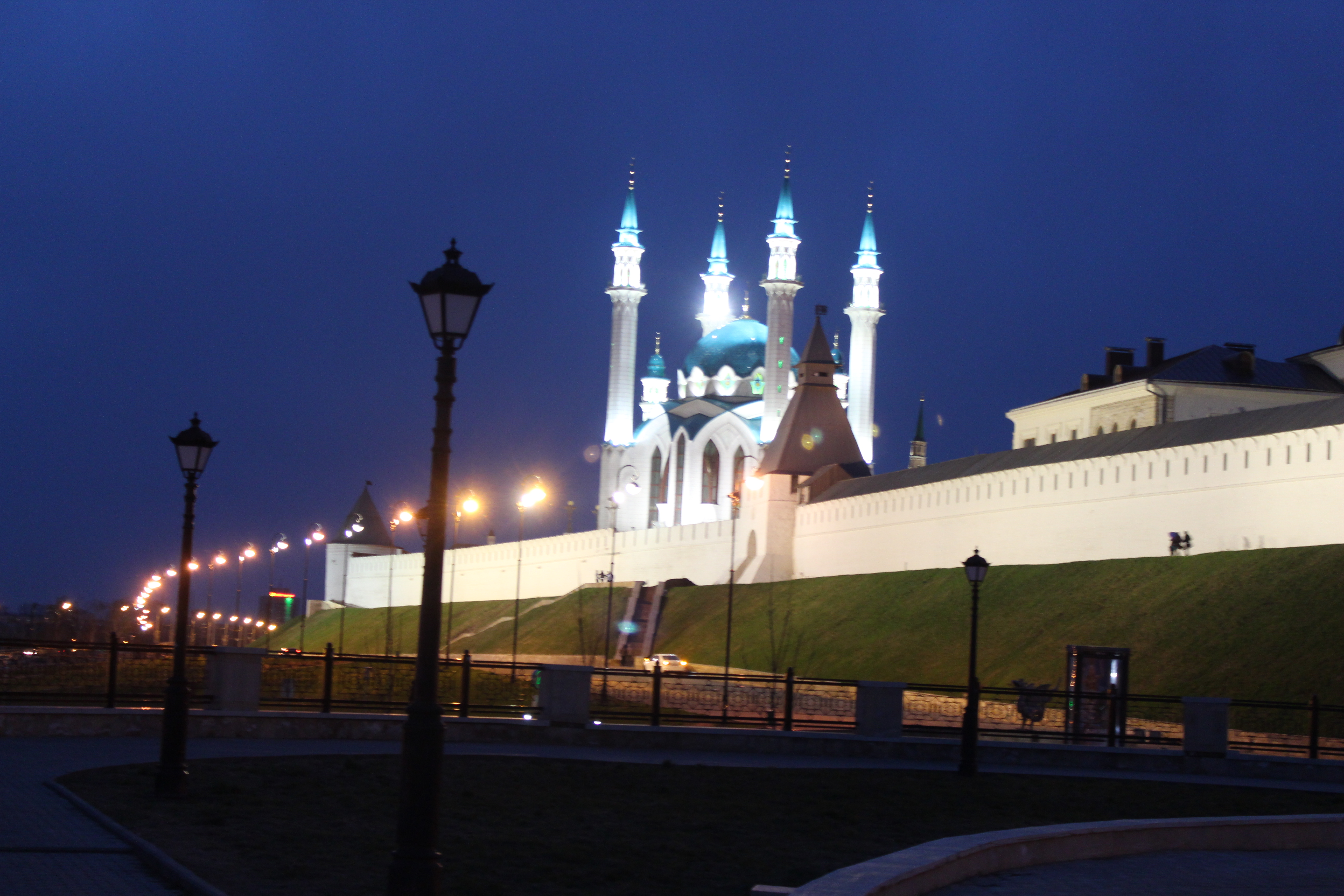
La moschea di notte.

La progettazione della struttura è stata effettuata da una squadra di architetti vincitrice di un concorso nazionale. I lavori di costruzione, durati circa 11 anni, hanno avuto un costo di quasi 400 milioni di dollari, la maggioranza dei quali provenienti da donazioni. Ai finanziamenti hanno partecipato anche l'Arabia Saudita e gli Emirati Arabi Uniti. L'apertura della moschea si è svolta il 24 giugno 2005, in occasione del millesimo anniversario di Kazan'.
L'edificio si trova nell'area occidentale del cremlino della città. L'interno della moschea può ospitare 1.500 persone circa, mentre la piazza circostante è in grado di raccoglierne fino a 10.000. L'altezza dei 4 minareti principali è di 58 metri. La grande cupola è decorata con dettagli figurativi che richiamano alla Corona di Kazan', conservata presso il Palazzo dell'Armeria di Mosca. Il marmo utilizzato per la costruzione proviene dagli Urali, mentre il grande lampadario posto all'interno della moschea è stato realizzato in Repubblica Ceca. I tappeti sono invece stati donati dal governo dell'Iran. Del complesso fanno parte anche un museo dedicato alla storia della diffusione dell'islam nella area del Volga, una sala per la celebrazione dei matrimoni e l'ufficio dell'imam. La struttura è dotata di uno spettacolare sistema d'illuminazione notturna. Al momento dell'apertura, l'edificio fu dichiarato la più grande moschea d'Europa, escludendo Istanbul. Tuttavia, i dati in questione sono contrastanti.